# Рейдерман Ілля Ісаакович
Ілля Ісаакович Рейдерман (1937 Одеса - 2012 Одеса) — український поет, філософ, культуролог, театральний критик, педагог, журналіст.
Член Південноросійської спілки письменників (Південноросійської спілки письменників) (2007) і Спілки російських письменників (2012).

## Біографія
Народився в 1937 році в Одесі в сім'ї бухгалтерів Ісаака Іхиловича Рейдермана (1903-1943), уродженця Джурина, і Хани Липівни Сородської, родом з Дубосар. З початком Другої світової війни сім'я евакуювалася в Черемхово Іркутської області (тут він пішов у перший клас), а після війни оселилася в містечку Дружківка Донецької області, де Ілля Рейдерман закінчив середню школу, а мати десятиліттями працювала плановиком-економістом у ЦМК Дружківського машинобудівного заводу. Батько майбутнього поета загинув на фронті у 1943 році Ілля Рейдерман.
Закінчив фінансово-кредитний технікум у Тбілісі. Після закінчення філологічного факультету Пермського університету в 1965 році був направлений на роботу в районну газету в Страшени Страшенах (Молдавська РСР МССР) ]), звідки через кілька місяців був переведений театральним критиком до кишинівську щоденну газету «Вечірній Кишинів» (працював у відділі культури, яким завідував письменник Єфрем Баух): Ілля Рейдерман після від'їзду Бауха до Ізраїлю в 1977 році зберіг машинописну копію його першого роману «Птах над хвилею», який вийшов під новою назвою «Над краєм кратера» лише у 2011 року.</ref>. Там же, в Кишинів, в 1975 році вийшла перша поетична збірка І. Рейдермана «Міг». Наприкінці 1970-х — початку 1980-х років завідував літературною частиною Тираспольського російського драматичного театру, потім повернувся до Одеси. Працював у місцевій пресі українською мовою, в газеті «Комсомольська іскра» (у тому числі під псевдонімом «Ілля Рудін»).
До останніх днів життя жив в Одесі, де викладав в Одеському художньому училищі Художньому училищі імені М.Б.Грекова. У 2012 році прийнятий в Союз російських письменників.

## Сім'я
- Дружина — Ольга Володимирівна Коган-Шац (1941—?), дочка акторів Одеського державного єврейського театру на їдиші Володимира Борисовича Коган-Шаца і Клари Юхимівни Садецької (сценічний псевдонім Гартова), племінниця художника [,Коган- Матвій Борисович | Матвія Коган-Шаца]].
  - Син — Карл Ілліч Рейдерман (1971—2003), писав вірші під псевдонімом Карл Ольгін (опубліковані посмертно)[4].
- Після смерті дружини та сина одружився з Анастасією Сергіївною Зіневич, психологом і прозаїком, кандидатом філософських наук (2019)[5]. Спільно з нею написав кілька робіт з Екзистенціальної психотерапії та екзистенціальної психотерапії та Екзистенціалізму; філософії [ref> Existential Foundations of Therapeutic Practice. First World Congress for Existential Therapy, 2015]</ref>[6].

## Поетичні збірки
- Миттєвість. Кишинів: Картя молдовеняске, 1975.
- Простір. Одеса: Негоціант, 1997.
- Буття. Одеса: Інга, 2002.
- Земний тягар. Одеса: Негоціант, 2007.
- Поезоконцерт (під псевдонімом Ілля Рей). Одеса: Негоціант, 2008.
- Любофф ... (Під псевдонімом Борис Осінній). Одеса: КП ВГТ, 2009.
- Одеські етюди. Одеса: КП ВГТ, 2010.
- Мовчання Іова. Одеса: КП ВГТ, 2010.
- Вічні сни. Одеса: КП ВГТ, 2011.
- «Я». Одеса: КП ВГТ, 2011.
- Музика: Одеса: КП ОГТ, 2012.
- Сподіватися на розуміння. М: Вест-Консалтинг, 2013.
- БІЛЬ (під псевдонімом Борис Осінній). Одеса: КП ВГТ, 2014.
- Навіщо ми, поети, живемо? Одеса: КП ВГТ, 2015.
- Справа духу. Київ: Видавничий дім Дмитра Бураго, 2017.
- З глибини. Вибрані вірші. СПб: Алетея, 2017.